# Kim Yong-ju
Pour les articles homonymes, voir Kim.
Dans ce nom coréen, le nom de famille, Kim, précède le nom personnel.
Kim Yong-ju (en coréen : 김영주), né le 21 septembre 1920 à Pyongyang (Corée du Nord) et mort en décembre 2021, est un homme politique nord-coréen. Il est le frère cadet du président de la république populaire démocratique de Corée Kim Il-sung (1912-1994).
Grâce à ce dernier, Kim Yong-ju tient des postes clés au sein du Parti du travail de Corée durant les années 1960 et 1970. Évincé du parti en 1974 au profit de son neveu Kim Jong-il (1941-2011), Kim Yong-ju est nommé, en 1998, vice-président honoraire de l'Assemblée populaire suprême jusqu'à sa mort en 2021. Il est le grand-oncle de l'actuel dirigeant Kim Jong-un.

## Biographie

### Naissance et famille
Kim Yong-ju est né le 21 septembre 1920 à Mangyongdae à Pyongyang. Il est le troisième fils de Kim Hyong-jik (1894-1926) et Kang Pan-sok (1892-1932) ainsi que le frère cadet de Kim Song-ju (qui prendra plus tard le nom de Kim Il-sung) et Kim Chol-ju (1916-1935).

### Ascension
Ressorti diplômé de l'université d’État de Moscou en 1945 après y avoir étudié les sciences politiques et l'économie, Kim Yong-ju a très tôt rejoint le Parti des travailleurs de Corée. Il y a connu une ascension rapide, devenant chef des cadres en 1954, vice-directeur en 1957 et enfin directeur en 1960 du département Organisation et Orientation du Parti. Lors du 4e Congrès du Parti du travail en 1961, il est nommé membre du Comité central. Cinq ans plus tard, en 1966, il en devient le secrétaire général. Il se rend à de nombreuses reprises en Corée du Sud et en Europe centrale en tant que représentant de la Corée du Nord dans le cadre de rencontres entre les diverses nations.
Il est devenu membre du Bureau politique du Parti du travail de Corée en 1967 puis vice-président du politburo en 1974
En 1967, il propose à son frère Kim Il-sung les « Dix principes pour l'établissement d'un système idéologique monolithique » qui seront officialisés en 1974 par Kim Jong-il

Kim Il-sung, président de la république populaire démocratique de Corée et frère aîné de Kim Yong-ju.

Au début des années 1970, Kim Yong-ju accumule les fonctions importantes dont celle de membre du Politburo. Largement considéré comme le successeur le plus probable de Kim Il-sung pour prendre la tête du pays, il se heurte cependant à d'importantes rivalités dont celle de Kim Jong-il, son neveu, qui prendra finalement l'ascendant après que son père l'a nommé comme son successeur attitré.

### Déclin et disgrâce
Cette période qui marque une étude importante du Juche, idéologie créée et prônée par Kim Il-sung et activement défendue par Kim Jong-il, n'est pas totalement appréciée par Kim Yong-ju qui souhaite revenir à une forme classique du marxisme et désapprouve l'important culte de la personnalité bâti autour de son frère. Cela contribue à le rendre impopulaire. Perdant progressivement tous ses postes, Kim Yong-ju est durablement écarté de la vie politique. Envoyé à de nombreuses reprises en Roumanie et en Hongrie pour soigner ses problèmes cardiaques, ses soucis de santé servant dans un premier temps de motif à son éloignement du pouvoir, il est publiquement attaqué par son frère et finit par être placé en résidence surveillée dans la province de Chagang.

### Retour sur la scène politique
Ayant complètement disparu de la vie publique à la suite de cette disgrâce, il est finalement rappelé à Pyongyang en 1993 par Kim Il-sung pour devenir vice-président d'honneur de la république populaire démocratique de Corée. Le 8 juillet 1994, son frère meurt et Kim Yong-ju est nommé vice-président du comité des funérailles. En 1998, alors que Kim Il-sung est déclaré, à titre posthume, « président éternel de la République », il est lui-même nommé vice-président honoraire de l'Assemblée populaire suprême. Sa dernière apparition publique connue date de 2013 à l'occasion de l'élection des députés de l'Assemblée populaire suprême.

### Mort
Il meurt le 14 décembre 2021 à l'âge de 101 ans.